# 兰花梦奇传
《兰花梦奇传》，亦称《兰花梦》，清代小说，作者吟梅山人，生平事迹不详。有上海文渊阁书庄印本。这是“小说界革命”之后偶见的才子佳人小说之一。该书叙述大团圆后的悲剧，对人物心理的描写有一定深度。
小说中女主人公宝珠出身书香门第，自幼被家里当男儿养。十四岁父亲去世，她独自带领两个弟弟。十五岁考得探花，恋上同科状元许文卿。十六岁成为左副都御史，十七八岁便成为将军建立赫赫功勋。皇帝看出隐情，亲自赐宝珠与许文卿成婚。然而许文卿却是个夫权主义者，对宝珠肆意践踏，终于害她十九岁就不幸凋亡。